# Modern Combat: Sandstorm
Modern Combat: Sandstorm es un juego de disparos en primera persona de 2009 desarrollado y publicado por Gameloft para iOS, webOS, Bada y Android. Es el primer juego de la serie Modern Combat y fue seguido por Modern Combat 2: Black Pegasus de 2010, Modern Combat 3: Fallen Nation de 2011, Modern Combat 4: Zero Hour de 2012 y Modern Combat 5: Blackout de 2014. El juego se desarrolla en el Medio Oriente.

## Jugabilidad
Sandstorm se juega de manera muy similar a Call of Duty 4: Modern Warfare. El juego presenta diez misiones en entornos variados con diferentes tareas para que los jugadores las completen. Los principales enemigos del juego son los terroristas y, a menudo, el jugador va acompañado de otros soldados que luchan junto a ellos.
El movimiento se controla mediante un joystick virtual en la pantalla, con la vista y el objetivo controlados mediante el desplazamiento por la pantalla táctil. Los jugadores también pueden agacharse, lanzar granadas, usar miras de hierro, recargar, cambiar de arma y disparar usando botones virtuales en la pantalla táctil. Todos los  controles pueden ser personalizados de la carta principal.
El multijugador en línea se agregó a Sandstorm como una actualización gratuita el 28 de enero de 2010.

## Trama
El suboficial Mike "Chief" Warrens regresa después de una lesión al servicio activo en la guerra contra el terrorismo en el Medio Oriente y se reúne con su antiguo escuadrón (Dozer, Ryan, Fox y el Capitán Jones). Después de completar una carrera de entrenamiento, el Jefe se une al escuadrón mientras se dirigen a destruir un puesto de radio terrorista. Después de completar con éxito la misión, esperan la evacuación en un hotel en desuso, pero su helicóptero de extracción es derribado y se ven obligados a defender el hotel antes de ser extraídos de forma segura en un Humvee. Durante la misión, el escuadrón notó cómo los terroristas parecían estar listos para ellos, llegando a la conclusión de que alguien estaba filtrando información.
Luego son enviados a un hospital para capturar a Abu Bahaa, un caudillo terrorista. El Jefe y Dozer se infiltran en el hospital a través del sistema de alcantarillado, mientras Ryan y Jones esperan afuera. Al llegar a la habitación de Bahaa, el Jefe descubre que han sido engañados; El hospital ha sido manipulado con explosivos y se ha colocado un muñeco en la cama de hospital de Bahaa. Chief y Dozer logran escapar ilesos, pero afuera, Jones resultó herido y Ryan murió.
Después de que Jones se recupera, el escuadrón irrumpe en un astillero que Bahaa está usando para almacenar un arma nuclear grande. Descubren que los terroristas tienen una enorme base subterránea, cuya entrada está oculta dentro de un contenedor de carga metálico. El jefe es enviado a buscar la bomba nuclear. Se encuentra con Bahaa adentro, pero se ve obligado a dejarlo escapar para que pueda localizar la bomba, que podría ser detonada por los terroristas en cualquier momento. Finalmente lo encuentra y puede asegurarlo, mientras Bahaa huye e intenta escapar en un camión. El escuadrón lo persigue en un Humvee, lo persigue fuera del astillero y a través de un túnel de tren, antes de finalmente voltear su camión cuando llega a la carretera.
El escuadrón encuentra a Bahaa tirado junto al camión, todavía con vida, y Dozer se prepara para asegurarlo; sin embargo, Jones traiciona al escuadrón, mata a Dozer y toma a Fox como rehén. Bahaa se burla de Chief, diciendo que es débil y que no tiene más remedio que rendirse, pero Chief dispara a Jones, quien cae al suelo con Fox. Bahaa saca dos granadas de su chaqueta y se prepara para volar tanto al Jefe como a él mismo, pero Fox lo tira al suelo y le dice al Jefe que corra. El jefe se pone a cubierto por el Humvee mientras Bahaa y Fox mueren a causa de la explosión.
Posteriormente, Chief es ascendido y se convierte en héroe. Después de regresar a los Estados Unidos, viaja a la residencia de Fox y se encuentra con su esposa, y le informa sobre el acto de martirio de su esposo y cómo le salvó la vida.

## Armas
Hay una variedad de armas en Modern Combat: Sandstorm . Van desde dos rifles de asalto (uno con una mayor cadencia de fuego y velocidad de movimiento, pero que carece de potencia y precisión en comparación con el otro) hasta un SMG, una escopeta, un rifle de francotirador y una granada propulsada por cohete. Estas armas se pueden encontrar almacenadas en cajas, a menudo dentro de un edificio lateral a lo largo del camino indicado por las misiones.
Las armas incluyen un M16A3, un MP5A2, un M870, una AK-47, un M24 SWS, un M249 y un RPG-7.

## Alta definición
Una versión de alta definición del juego fue lanzada el 1 de abril de 2010 solo para iPad. Cuenta con controles y gráficos actualizados para hacer uso de la pantalla más grande del iPad.

## Recepción
Tras su lanzamiento, Sandstorm recibió críticas extremadamente positivas. La versión de iOS tiene un puntaje agregado del 83% en GameRankings, basado en siete revisiones.
Mark Bozon de IGN lo calificó con un 8,5 sobre 10, y dijo que es "un juego que empuja el sistema más que la mayoría de los jugadores esperaría que sea posible [...] Sandstorn es una mezcla agradable de potencia y controles táctiles manejables, y termina siendo mucho más juego del que esperaría encontrar por solo $ 6,99 [...] Si estás dispuesto a dedicar un poco de tiempo a aprender los controles, Sandstorm es un juego de disparos impresionante y una prueba de que el iPhone puede manejar juegos FPS ".
148Apps quedó igualmente impresionado, obteniendo una puntuación de 4 sobre 5 y elogiando los gráficos; "Modern Combat presenta los gráficos 3D más impresionantes en el iPhone. No" algunos" de los mejores gráficos, pero sí los mejores, punto. Las texturas son sorprendentemente detalladas, los modelos de personajes son geniales y no hay ventanas emergentes molestas". Sin embargo, estaba menos impresionado con la jugabilidad; "La estructura de la misión es simplemente demasiado lineal. No solo el mapa es muy estrecho con pocas opciones de movimiento, sino que las flagrantes flechas verdes también te guían, impidiendo cualquier esperanza de exploración".
Dave Flodine de AppSpy califico´el juego 5 de 5, creyendo que han establecido un nuevo listón de disparos en primera persona en iDevices; "Modern Combat: Sandstorm es el molde a partir del cual se deben lanzar todos los FPS futuros en el iPhone. El juego no está exento de problemas, pero al ofrecer un esquema de control muy funcional, una presentación excelente y una duración de juego sólida, no podrías pedir un título mejor para satisfacer los antojos de FPS de tu iPhone ". Jon Jordan de Pocket Gamer estaba impresionado de manera similar, calificando el juego con 8 sobre 10, y dándole un 'premio de plata'. Estaba especialmente impresionado con los esquemas de control; "Lo realmente inteligente es la forma en que Gameloft ha dado a la jugabilidad de Modern Combat: Sandstorm al convertir las limitaciones del iPhone en lo que respecta a los juegos de disparos en primera persona, en particular los controles táctiles, lo vuelve en la fuerza del juego ". Chris Reed de Slide to Play calificó el juego con 4 de 4, y también creyó que el juego estableció un nuevo estándar para iDevices; "la experiencia de juego en Modern Combat: Sandstorm es excelente. Los controles son los mejores que hemos visto en un FPS de iPhone, los gráficos son hermosos y hay mucha variedad de niveles. Claro, lo hemos visto todo antes, pero no en el iDevice, y nunca por un precio tan bajo. Si te gustan los juegos de disparos en primera persona, compra este juego ".
Eli Hodapp de TouchArcade puntuó el juego con 4 de 5, expresando sentimientos similares a Pocket Gamer y Slide to Play; "Modern Combat: Sandstorm es un excelente juego que eleva el nivel de lo que se espera de los futuros juegos de disparos en primera persona en el iPhone, además de ser agregado a la lista corta de juegos con fantásticos controles en pantalla [...] Si estás interesado en los juegos de disparos o simplemente estás buscando un gran juego para ejercitar los músculos de tu iPhone, no busques más: Modern Combat: Sandstorm ".  Matt Dunn de TouchGen  fue un poco menos impresionado que la mayoría de los otros críticos, y anotó el out del 3,5 sobre 5. Se mostró crítico de la AI ( "en realidad no hay mucho en forma de AI en absoluto en Modern Combat ") y la historia (" la historia en Modern Combat es sosa en el mejor de los casos, con una trama genérica impulsada por terroristas. Hay un giro de descenso al final, pero el juego no intenta atraparte o conectarte con tu compañeros de escuadrón en absoluto, por lo que es difícil preocuparse [...] realmente por el diálogo y la historia, se siente que fueron escritos por alguien que sabe muy poco sobre las fuerzas armadas, pero escribió una historia basada en otros juegos de guerra que han jugado "), pero elogiaron los gráficos (" las texturas son nítidas y se ven geniales de cerca. Los modelos de armas y las animaciones de personajes de recarga / primera persona son increíbles ") y los controles (" todo se siente accesible y lógico ").